# Mueang Nakhon Phanom (huyện)
Mueang Nakhon Phanom (tiếng Thái: เมืองนครพนม) là huyện thủ phủ (amphoe mueang) của tỉnh Nakhon Phanom, đông bắc Thái Lan.

## Địa lý
Các huyện giáp ranh (từ phía nam theo chiều kim đồng hồ) là: That Phanom, Renu Nakhon of tỉnh Nakhon Phanom, Kusuman của tỉnh Sakon Nakhoni, Pla Pak và Tha Uthen của tỉnh Nakhon Phanom. Về phía đông bên kia sông Mekong là tỉnh Khammouan của Lào.

## Hành chính
Huyện được chia ra thành 15 phó huyện (tambon), các đơn vị này lại được chia thành 165 làng (muban). Thị xã (thesaban mueang) Nakhon Phanom nằm trên toàn bộ tambon Nai Mueang, Nong Saeng và một phần tambon At Samat và Nong Yat. Có 13 Tổ chức hành chính tambon.
| STT. | Tên          | Tên Thái  | Số làng | Dân số |  |
| ---- | ------------ | --------- | ------- | ------ |  |
| 1.   | Nai Mueang   | ในเมือง    | -       | 17,114 |  |
| 2.   | Nong Saeng   | หนองแสง   | -       | 4.512  |  |
| 3.   | Na Sai       | นาทราย    | 13      | 5.271  |  |
| 4.   | Na Rat Khwai | นาราชควาย | 9       | 7.255  |  |
| 5.   | Kurukhu      | กุรุคุ       | 13      | 7.814  |  |
| 6.   | Ban Phueng   | บ้านผึ้ง     | 23      | 15.718 |  |
| 7.   | At Samat     | อาจสามารถ | 11      | 9.518  |  |
| 8.   | Kham Thao    | ขามเฒ่า    | 11      | 8.685  |  |
| 9.   | Banklang     | บ้านกลาง   | 12      | 8.647  |  |
| 10.  | Tha Kho      | ท่าค้อ      | 12      | 8.902  |  |
| 11.  | Kham Toei    | คำเตย     | 18      | 11.938 |  |
| 12.  | Nong Yat     | หนองญาติ   | 13      | 14.382 |  |
| 13.  | Dong Khwang  | ดงขวาง    | 11      | 6.587  |  |
| 14.  | Wang Ta Mua  | วังตามัว    | 10      | 8.262  |  |
| 15.  | Pho Tak      | โพธิ์ตาก    | 9       | 6.567  |  |